# Tatiana Astengo
Tatiana Angélica Astengo Bravo (Lima, 7 de juny de 1967) és una actriu peruana. Dins dels molts rols que ha exercit, és més coneguda pel seu rol de Reina Pachas en la sèrie televisiva Al fondo hay sitio, i com Elvira Ugarte Torres, a De vuelta al barrio.

## Biografia
Va realitzar els seus estudis escolars en el Col·legi James Monroe al districte de Jesús María, Lima. Astengo va estudiar Ciències de la comunicació en la Universitat de San Martín de Porres. Va laborar com a periodista de premsa escrita i televisió, treballant com a redactora d'espectacles de la revista Telecolor. També es va exercir com a reportera, animadora i presentadora. Va cursar classes de cant, ball, comèdia i art dramàtic, i va estudiar per dos anys en el Club de Teatre de Lima.
Astengo va començar la seva carrera artística com a ballarina en el Freddys Dancing Art en 1985. A més de la seva activitat com a periodista, va ser part de programes còmics i musicals a fins de la dècada de 1980.
El 1994 va participar en Lluvia de Arena. Després, va actuar a la sèrie Los Choches i a telenovel·les com Tribus de la calle, Escándalo, Torbellino i Luciana y Nicolás. Al teatre, va estar a Fantasmita Pluft, Monstruos en el Parque, Flor de cactus, Séptimo Cielo i Las Jugadoras.
El 1999 va debutar al cinema interpretant a "La Pechuga" al film Pantaleón y las visitadoras, del director Francisco Lombardi. El personatge li va valer bones crítiques i va catapultar la seva carrera com a actriu. L'any següent va participar en Tinta roja, del mateix director, qui la va seleccionar per al paper de Valeria.
Pel seu treball en El destino no tiene favoritos, Astengo recibió el premio "Andrés Torrejón" va rebre el premi "Andrés Torrejón" al I Festival Internacional de Cinema de Comèdia de Móstoles i el premi a la Millor Actriu al VII Festival de Cinema de Lima.
Des de 2005, durant el seu sojorn en Espanya, va participar en episodis de sèries de televisió com El comisario, Hospital Central, Desaparecida i Cazadores de hombres. El 2008, Astengo treballà a la pel·lícula espanyola El patio de mi cárcel, interpretant Luisa, una dona colombiana presa. L'any següent va protagonitza Contracorriente del director Javier Fuentes-León, film nominat als Premis Goya com a Millor Pel·lícula Hispanoamericana. També participà en un episodi de De repente, los Gómez de Telecinco. El 2011 va participar en episodis Los misterios de Laura de TVE i La que se avecina de Telecinco. Va tornar al Perú a mitjan mateix any i es va unir al ventall de la sèrie d'América Televisión Al fondo hay sitio com a Reina Pachas.
En 2012, Astengo va actuar en l'obra infantil musical Hadas com Enriqueta.
En març de 2013, Astengo va participar en l'obra de teatre Deseo bajo los olmos. Al cinema, aparegué en la pel·lícula de comèdia Asu Mare.
El mateix any va començar a gravar per a la pel·lícula El elefante desaparecido de Javier Fuentes León, estrenada el 2014.
Astengo va conduir breument el reality 12 corazones per América Televisión.
En 2017, Astengo participa en la sitcom peruana Pensión Soto per Latina Televisión.
A fins de 2018, va aparèixer en l'últim episodi de la segona temporada de De vuelta al barrio, com Elvira Ugarte Torres. L'any següent continua en la teleserie com a part de l'elenc principal.

## Filmografia

### Pel·lícules
- Pantaleón y las visitadoras (1999) com "La Pechuga".
- Tinta roja (2000) com Valeria.
- Mirada líquida (2002; corto) com Inés.
- Django: la otra cara (2002) com Tania.
- Ojos que no ven (2003) com Angélica.
- Paloma de papel (2003) com Carmen.
- El destino no tiene favoritos (2003) com Oliva.
- Promedio rojo (2004) com Infermera Berta Bravo.
- Fiestapatria (2008) com Maruca.
- El patio de mi cárcel (2008) com Luisa.
- Animales de compañía (2008)
- Siete minutos (2009) com Clarís.
- Contracorriente (2009) com Mariela.
- Keep Walking (Un churro con chocolate) (2009; corto) com Tía.
- Asu Mare (2013) com Marujita.
- El elefante desaparecido (2014)
- La herencia (2015)
- Magallanes (2015)

### Televisió
- Mirando la Radio (1987-1990)
- Las mil y una de Carlos Álvarez (1990-1994)
- Sinvergüenza (1994)
- Los choches (1995)
- Tribus de la Calle (1996)
- Lluvia de arena (1996)
- Escándalo (1997)
- Torbellino (1997)
- Patacláun (1997–1999) com Invitada
- Cosas del amor (1998) com Leticia.
- Luz María (1999) com Ofelia.
- Milagros (2000–01) com Irene "Body" Ramírez.
- Luciana y Nicolás (2003)
- El comisario (2005), Episodi "Celo profesional".
- Hospital Central (2005) com Amaranta.
- El Profe (2007) com Lucía Rojas.
- Desaparecida (2007), Episodi "Día 1" com Prostituta #1.
- Cazadores de hombres (2008)
- De repente, los Gómez (2009), Episodi "Revelaciones".
- Los misterios de Laura (2011), Episodi "El misterio del paciente insatisfecho" com Soraya.
- La que se avecina (2011) com María Manuela Patricia Rosillo Chaguara "Manolita".
- Días de cine (2011) com Ella mateixa.
- Al fondo hay sitio (2011–2016) com Reina Pachas.
- 12 corazones (2014) presentadora.
- Pensión Soto (2017) com Soila Soto.
- De vuelta al barrio (2018–2019) com Elvira Ugarte Torres.

## Teatre
- Fantasmita Pluft
- Monstruos en el Parque
- Flor de cactus
- Séptimo Cielo
- Las Jugadoras
- Hadas (2012) com Enriqueta - Jockey Plaza.
- Deseo bajo los olmos (2013) com Abbie Putnam - Teatro Británico.

## Premis i nominacions
| Any  | Premi                                                                                | Categoria           | Treball                       | Resultat   |
| ---- | ------------------------------------------------------------------------------------ | ------------------- | ----------------------------- | ---------- |
| 2003 | Premi "Andrés Torrejón" al I Festival Internacional de Cinema de Comèdia de Móstoles | Millor actriu       | El destino no tiene favoritos | Guanyadora |
| 2003 | VII Festival de Cinema de Lima                                                       | Millor actriu       | El destino no tiene favoritos | Guanyadora |
| 2012 | Premis Luces de El Comercio                                                          | Millor actriu de TV | Al fondo hay sitio            | Nominada   |
| 2013 | Premis Luces de El Comercio                                                          | Millor actriu de TV | Al fondo hay sitio            | Guanyadora |
| 2014 | Premis Luces de El Comercio                                                          | Millor actriu de TV | Al fondo hay sitio            | Guanyadora |
| 2015 | Premis Luces de El Comercio                                                          | Millor actriu de TV | Al fondo hay sitio            | Guanyadora |
| 2019 | Premis Luces de El Comercio                                                          | Millor actriu de TV | De vuelta al barrio           | Guanyadora |